# Atia
Atia Balba Caesonia, född 85 f.Kr., död 43 f.Kr., var systerdotter till Julius Caesar och mor till kejsare Augustus.

## Biografi
Atia gifte sig med provinsguvernören och senatorn Gaius Octavius. Deras barn var Octavia och den yngre Octavianus, senare Augustus. 59 f.Kr. avled Gajus Octavius på sin väg till Rom till sitt konsulat, och samma år gifte Atia om sig med en av Julius Caesars anhängare, Lucius Marcius Philippus, som blev konsul 56 f.Kr. Han älskade att uppfostra sina styvbarn vid sidan av sin son och dotter från ett tidigare äktenskap. Han arrangerade Octavias första bröllop med konsuln Gajus Claudius Marcellus.
Atia var en religiös och omtänksam husmor. Historikern Publius Cornelius Tacitus ansåg att hon var en idealisk romersk husmor. Författaren Suetonius redogörelse för Augustus nämner de onda omen hon upplevde före och efter hans födelse:
När Atia mitt i natten kom till Apollos omhändertagande, fick hon sin bår placerad mitt i templet där hon somnade, medan de övriga husmödrarna sov. Plötsligt slingrade sig en orm upp till henne och försvann snabbt. När hon vaknade renade hon sig själv, som om det vore efter att hennes make hade omfamnat henne, och omedelbart visades på hennes kropp ett avtryck i färg som liknade en orm, och hon kunde aldrig bli av med det; så hon upphörde genast att besöka offentliga bad. Den tionde månaden efter det, föddes Augustus och han betraktades därför som Apollos son. Innan Atia födde honom drömde hon att hennes kroppsdelar bars upp till stjärnorna och spreds över hav och land, medan Octavius drömde att solen gick upp ur Atias sköte.
Dagen då han föddes stod Catilinakonspirationen för dörren, och Octavius kom sent på grund av sin hustrus förlossning; då förklarade Publius Nigidius, som alla känner till, som visste orsaken till den sena ankomsten och även var informerad om klockslaget för födelsen, att världens härskare hade fötts.
Klausul 94.
Atia hyste tvivel över sin sons legitimitet som Caesars arvinge och försökte att avråda honom från att acceptera arvet. Hon avled under sin sons första konsulat, i augusti/september 43 f.Kr. Octavius gav henne de högsta hedersbetygelser. Philippus gifte senare om sig med en av hennes systrar.